# Gabriel René Moreno
Gabriel René Moreno del Rivero (Santa Cruz de la Sierra, Bolivia; 7 de noviembre de 1834-Valparaíso, Chile; 28 de abril de 1908) fue un historiador, bibliógrafo, crítico literario y educador boliviano, considerado por Enrique Finot como el «príncipe de los escritores bolivianos».

## Educación
Hijo de Gabriel José Moreno Vaca de la Roca y Sinforosa del Rivero Cuéllar, pertenecía a una familia aristocrática cruceña. Su padre, abogado, ocupó importantes cargos públicos, entre ellos, el de ministro de la Corte Suprema de Justicia.
Gabriel René Moreno realizó sus estudios primarios y secundarios en Santa Cruz, y los concluyó en el Colegio Nacional Junín de Sucre.
Desde 1856 residió en Chile, donde comenzó sus estudios universitarios en filosofía y derecho. Se titularía como abogado diez años más tarde, aunque no ejerció esa profesión.
Moreno permanecería en ese país por el resto de sus días, con algunas interrupciones: visitó su país natal en 1871 y en 1874-1875; durante la Guerra del Pacífico, residió en Argentina (1879 y 1882-1883), Bolivia (1879-1881) y Europa (1881-1882).
Perteneció a la generación inmediatamente siguiente a la de Andrés Bello, a quien conoció. Además, Moreno compartió quehaceres intelectuales o correspondencia y amistad con una serie de importantes contemporáneos: los chilenos Vicuña Mackenna y Diego Barros Arana; los colombianos Miguel Antonio Caro y Rufino José Cuervo;  los peruanos Mariano Felipe Paz-Soldán y Ricardo Palma; los argentinos Bartolomé Mitre y Antonio Zinny y el uruguayo Andrés Lamas.

## Historiografía
Moreno obtuvo una profesión en el prestigioso Instituto Nacional en (1864), en el colegio más antiguo de Chile. También trabajó  en la Biblioteca de la misma institución. En 1868 fue nombrado director de esa biblioteca.
Durante ese tiempo, Moreno comenzó a elaborar catálogos bibliográficos de gran calidad. En muchos casos, los comentarios de las fichas bibliográficas alcanzan el nivel de ensayos, biografías y monografías históricas. A pesar de la distancia, Moreno dedicó la mayor parte de su empeño investigativo a temas relacionados con la historia y cultura boliviana. Así, su primera publicación importante fue un estudio de los poetas bolivianos (1864).

## Biblioteca boliviana

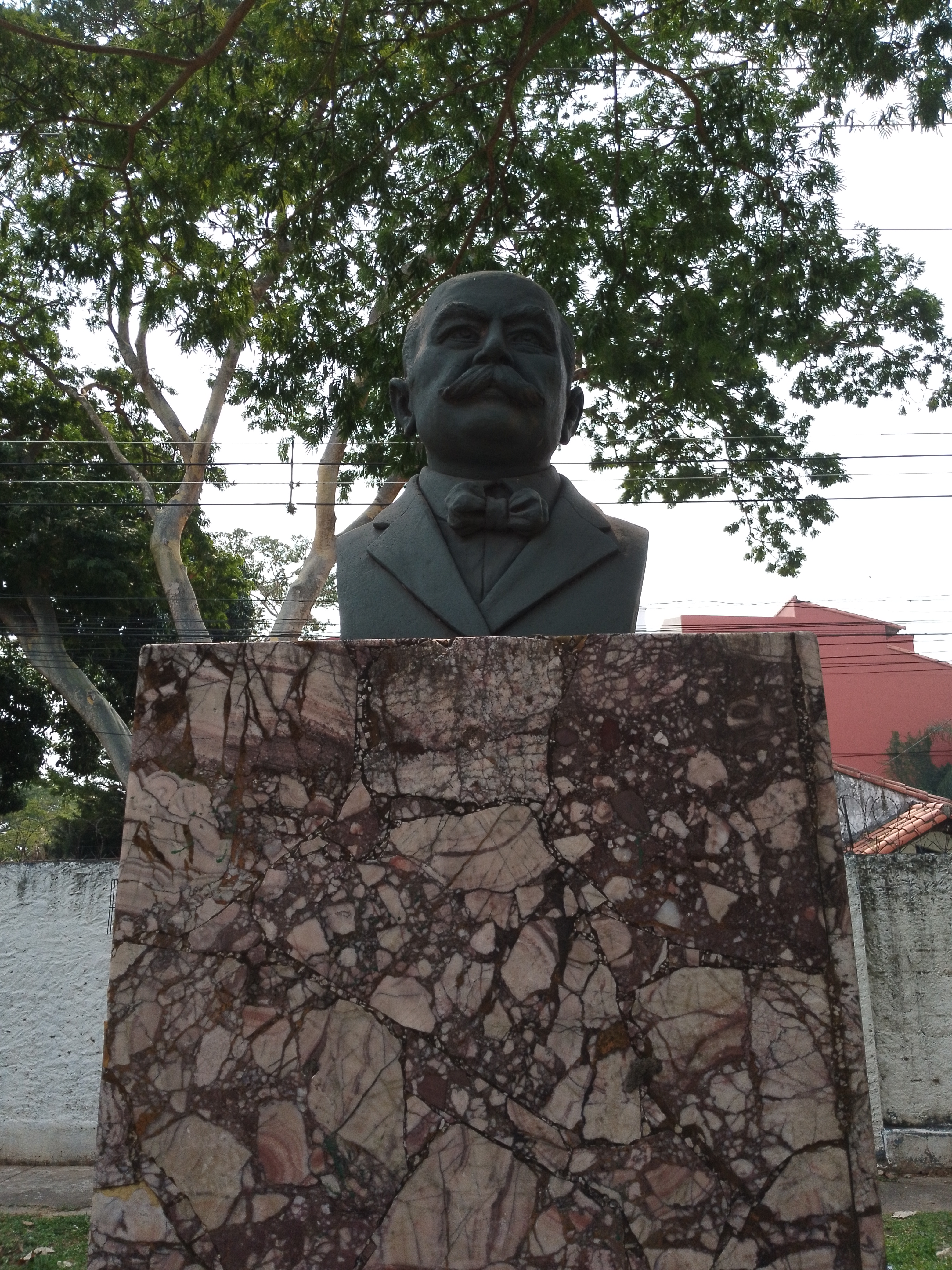
Busto de René Moreno en la alameda Potosí, cerca del parque urbano de Santa Cruz, Bolivia.

En 1871, viajó a su patria, donde pudo reencontrarse con su familia en Santa Cruz de la Sierra y, al mismo tiempo, iniciar nuevos proyectos de investigación. Tres años más tarde regresó a la ciudad de Sucre, donde recopiló, compró y copió una gran cantidad de documentos históricos de los archivos nacionales.
Contribuyó a reunir y trasladar a la Biblioteca Nacional de Bolivia documentación que se hallaba dispersa en varios repositorios y a la creación del Archivo Nacional de Bolivia. El conjunto de documentos de la antigua Real Audiencia de Charcas y de la Universidad a los que tuvo acceso, fueron fundamentales para el catálogo de su llamada Biblioteca boliviana.
Más de 3000 piezas catalogadas y comentadas forman parte de esta obra, que fue posteriormente integrada al Archivo y Biblioteca Nacionales de Bolivia. Esta tarea de recopilación, análisis y comentario de todo documento impreso ayudó a la construcción de una seria y científica historia boliviana, que en esa época era incipiente, si no inexistente. Otra obra importante de esta colección es el Catálogo del archivo de Mojos y Chiquitos (1888).
René Moreno catalogó también detalladamente archivos y libros del Perú en su Biblioteca peruana, con 1816 piezas ordenadas alfabéticamente.: 757 
Algunos de sus estudios historiográficos también se plasmaron en publicaciones individuales, como Matanzas de Yáñez (1886) y Últimos días coloniales en el Alto Perú (1896-1901), una de sus obras más destacadas.: 760 

## Diplomacia
Durante su larga permanencia en Chile, René Moreno realizó eventualmente algunas tareas diplomáticas al servicio de Bolivia. En 1863, fue colaborador del ministro plenipotenciario boliviano Tomás Frías, que buscaba una solución al conflicto binacional por la explotación del puerto de Mejillones. Posteriormente, entre 1871 y 1873 fue secretario de la legación de Bolivia en Chiile.
Al estallar la Guerra del Pacífico entre Bolivia y Chile, la situación instó a Moreno a regresar a su patria. Sin embargo, antes de su partida, el gobierno chileno le propuso servir como intermediario para encontrar una solución al conflicto consistente en cambiar la alianza con Perú y sustituirla por una alianza con Chile. Moreno aceptó llevar la carta con la propuesta chilena al presidente Hilarión Daza. La propuesta, considerada inaceptable para Bolivia, fue rotundamente rechazada por Daza, y seguidamente Moreno fue acusado de alta traición por haber colaborado en ella. A la postre, la justicia boliviana no halló pruebas para condenarle pero sufrió duras críticas por su fallida mediación. 

## Últimos días
Después de la guerra regresó a Chile, donde retomó su labor investigativa y bibliográfica, continuando con el desarrollo de la Biblioteca boliviana. Escribió otros ensayos, críticas literarias, como Elementos de literatura preceptiva (1891) y semblanzas de personajes como Nicomedes Antelo (1885) y José R. Muñoz Cabrera (1901).
Hombre solitario, murió en Valparaíso en 1908. Sus restos fueron trasladados a Santa Cruz de la Sierra en 1915.

## Legado
Su obra y colecciones bibliográficas fueron fundamentales para la creación y establecimiento del Archivo Nacional de Bolivia. En Chile tuvo una biblioteca donde se conservaba la única colección de El Cóndor de Bolivia, el primer periódico de Bolivia.
Influenciado por las corrientes del positivismo y la regeneración social, Moreno ha sido criticado por sus prejuicios étnicos, que se pueden evidenciar en algunos de sus escritos, y la afinidad con Nicomedes Antelo y el darwinismo social.
En su memoria, la universidad pública de su ciudad natal lleva su nombre, así como un colegio. Su retrato aparece en el antiguo billete de 100 bolivianos.

## Obras